# Maignelay-Montigny
Maignelay-Montigny är en kommun i departementet Oise i regionen Hauts-de-France i norra Frankrike. Kommunen ligger i kantonen Maignelay-Montigny som tillhör arrondissementet Clermont. År 2022 hade Maignelay-Montigny 2 493 invånare.

## Befolkningsutveckling
Antalet invånare i kommunen Maignelay-Montigny
| Referens: INSEE |